# 톱 캐스터
《톱 캐스터》(일본어: トップキャスター)은 후지 TV 계열의 〈게츠쿠〉 시간대에서 2006년 4월 17일부터 6월 26일까지 방송된 일본의 텔레비전 드라마이다. 주연은 아마미 유키, 야다 아키코, 마츠다 쇼타 등. 첫 방영일 시청률은 23.1%.

## 개요
CNB 텔레비전 뉴스캐스터인 츠바키 하루키(아마미 유키)는 새롭게 시작하는 저녁 뉴스 프로그램 '더 뉴스'의 앵커 우먼. 하루키는 과거 일본에서 특종을 연발하는 전설의 뉴스 캐스터였다. 하지만 어느 사건을 계기로 쇼를 내리고 미국에서 프리랜서 저널리스트로 활동하고 있던 것에서 복귀하고 새로운 프로그램의 뉴스 캐스터로 취임하는 것으로부터 이야기가 시작된다.

## 캐스트
- 츠바키 하루카 - 아마미 유키
- 아스카 노조미 - 야다 아키코
- 카니하라 켄스케 - 타마키 히로시
- 노하라 메이 - 마츠시타 나오
- 이가 슌페이 - 마츠다 쇼타
- 유키 마사토 - 타니하라 쇼스케

## 방영 일자
| 순서     | 방영 일정     | 부제                | 시청률 |
| -------- | ------------- | ------------------- | ------ |
| 1        | 2006年4月17日 | 呼風喚雨的女人      | 23.1%  |
| 2        | 2006年4月24日 | 英雄的告白          | 19.6%  |
| 3        | 2006年5月1日  | 戀愛運零的逆襲      | 18.7%  |
| 4        | 2006年5月8日  | 消失的大獨家        | 15.6%  |
| 5        | 2006年5月15日 | 被瞄準的女人        | 18.6%  |
| 6        | 2006年5月22日 | 終極宿敵            | 16.8%  |
| 7        | 2006年5月29日 | 主播變更            | 17.3%  |
| 8        | 2006年6月5日  | 相戀的兩人          | 17.5%  |
| 9        | 2006年6月12日 | 突然的辭退宣告！    | 17.1%  |
| 10       | 2006年6月19日 | 失控的女人          | 18.1%  |
| 大結局   | 2006年6月26日 | 再見了…傳說中的女人 | 18.5%  |
| 平均收視 | 平均收視      | 平均收視            | 18.3%  |

## 스태프
- 脚本 - 坂元裕二
- 音楽 - 佐藤直紀
- 演出 - 平野眞(#1、2、5、7、10、11)、葉山浩樹(#3、4、8)、七高剛(#6、9)
- 主題歌 - Sowelu「Dear friend」（デフスターレコーズ）
- 編成 - 保原賢一郎
- 演出補 - 石井祐介、淵上正人、小原一隆、安食大輔、目黒由季乃
- 記録 - 戸国歩(#1、2、5、7、10、11)、赤星元子(#3、4、6)、手島優子(#8)、柿崎徳子(#9)
- プロデュース - 現王園佳正
- プロデュース補 - 榊原妙子、笛木志津香
- 制作 - フジテレビドラマ制作センター
- 制作著作 - フジテレビ